# Türkmenisztán az 1996. évi nyári olimpiai játékokon
Türkmenisztán az egyesült államokbeli Atlantában megrendezett 1996. évi nyári olimpiai játékok egyik részt vevő nemzete volt. Az országot az olimpián 6 sportágban 7 sportoló képviselte, akik érmet nem szereztek. Türkmenisztán önállóan először vett részt az olimpiai játékokon.

## Asztalitenisz
Női
| Versenyző      | Versenyszám | Csoportkör                                                                                                   | Csoportkör | Nyolcaddöntő      | Negyeddöntő       | Elődöntő          | Döntő             | Helyezés |
| Versenyző      | Versenyszám | Ellenfél Eredmény                                                                                            | Hely.      | Ellenfél Eredmény | Ellenfél Eredmény | Ellenfél Eredmény | Ellenfél Eredmény | Helyezés |
| -------------- | ----------- | --- | ---------- | ----------------- | ----------------- | ----------------- | ----------------- | -------- |
| Aida Steshenko | Egyes       | K csoport · Pak Hedzsong (Park Hae-Jeong) (KOR) · 0:2 · Olga Nemes (GER) · 0:2 · Chen Chiu-Tan (TPE) · 0:2 · | 4.         | kiesett           | kiesett           | kiesett           | kiesett           | 17.      |

## Atlétika
| Versenyző         | Versenyszám | Selejtező             | Selejtező             | Döntő    | Döntő    |
| Versenyző         | Versenyszám | Eredmény              | Helyezés              | Eredmény | Helyezés |
| ----------------- | ----------- | --------------------- | --------------------- | -------- | -------- |
| Vladimir Malyavin | Távolugrás  | érvényes ugrás nélkül | érvényes ugrás nélkül | kiesett  | kiesett  |

## Birkózás
Kötöttfogású
| Versenyző      | Versenyszám | 32-es főtábla          | Nyolcaddöntő                | Negyeddöntő       | Elődöntő          | Vigaszág 2. kör   | Vigaszág 3. kör           | Vigaszág 4. kör   | Vigaszág 5. kör   | Vigaszág 6. kör   | Bronz- mérkőzés   | Döntő             | Helyezés |
| Versenyző      | Versenyszám | Ellenfél Eredmény      | Ellenfél Eredmény           | Ellenfél Eredmény | Ellenfél Eredmény | Ellenfél Eredmény | Ellenfél Eredmény         | Ellenfél Eredmény | Ellenfél Eredmény | Ellenfél Eredmény | Ellenfél Eredmény | Ellenfél Eredmény | Helyezés |
| -------------- | ----------- | ---------------------- | --------------------------- | ----------------- | ----------------- | ----------------- | ------------------------- | ----------------- | ----------------- | ----------------- | ----------------- | ----------------- | -------- |
| Rozy Redzhepov | 90 kg       | Marek Švec (CZE) · 3–1 | Jacek Fafiński (POL) · 2–12 |                   |                   |                   | Colak Egisjan (ARM) · 2–5 | kiesett           | kiesett           | kiesett           | kiesett           |                   | 12.      |

## Cselgáncs
Férfi
| Versenyző        | Versenyszám  | Selejtező         | Nyolcaddöntő               | Negyeddöntő       | Elődöntő          | Vigaszág első kör | Vigaszág negyeddöntő | Vigaszág elődöntő | Bronz- mérkőzés   | Döntő             | Helyezés |
| Versenyző        | Versenyszám  | Ellenfél Eredmény | Ellenfél Eredmény          | Ellenfél Eredmény | Ellenfél Eredmény | Ellenfél Eredmény | Ellenfél Eredmény    | Ellenfél Eredmény | Ellenfél Eredmény | Ellenfél Eredmény | Helyezés |
| ---------------- | ------------ | ----------------- | -------------------------- | ----------------- | ----------------- | ----------------- | -------------------- | ----------------- | ----------------- | ----------------- | -------- |
| Galina Atayeva   | Légsúly      | erőnyerő          | Giovanna Tortora (ITA) · V | kiesett           | kiesett           |                   |                      |                   |                   |                   | 15.      |
| Olesya Nazarenko | Félnehézsúly | erőnyerő          | Cristina Curto (ESP) · V   | kiesett           | kiesett           |                   |                      |                   |                   |                   | 15.      |

## Ökölvívás
| Versenyző         | Versenyszám | Selejtező                    | Nyolcaddöntő      | Negyeddöntő       | Elődöntő          | Döntő             | Helyezés |
| Versenyző         | Versenyszám | Ellenfél Eredmény            | Ellenfél Eredmény | Ellenfél Eredmény | Ellenfél Eredmény | Ellenfél Eredmény | Helyezés |
| ----------------- | ----------- | ---------------------------- | ----------------- | ----------------- | ----------------- | ----------------- | -------- |
| Shokhrat Kurbanov | Középsúly   | Roger Pettersson (SWE) · 2–7 | kiesett           | kiesett           | kiesett           | kiesett           | 17.      |

## Sportlövészet
Férfi
| Versenyző      | Versenyszám       | Selejtező | Selejtező | Döntő   | Döntő    |
| Versenyző      | Versenyszám       | Pont      | Helyezés  | Pont    | Helyezés |
| -------------- | ----------------- | --------- | --------- | ------- | -------- |
| Igor Pirekeyev | Sportpuska, fekvő | 595       | 11.*      | kiesett | kiesett  |

* - nyolc másik versenyzővel azonos eredményt ért el